# Sebastian Bachmann
Sebastian Bachmann, född den 24 november 1986 i Bad Mergentheim, Tyskland, är en tysk fäktare som tog OS-brons i herrarnas lagtävling i florett i samband med de olympiska fäktningstävlingarna 2012 i London.